# Смолярик конголезький
Смоля́рик конголезький (Myrmecocichla tholloni) — вид горобцеподібних птахів родини мухоловкових (Muscicapidae). Мешкає в Центральній Африці. 

## Поширення і екологія
Конголезькі смолярики мешкають в Габоні, Республіці Конго, Демократичній Республіці Конго та Анголі. Вони живуть на пасовищах, луках (зокрема на заплавних) та на болотах.